# Округ Медисон (Илиноис)
Округ Медисон (енгл. Madison County) је округ у америчкој савезној држави Илиноис.

## Демографија
По попису из 2010. године број становника је 269.282, што је 10.341 (4,0%) становника више него 2000. године.
| Група             | 2000.           | 2010.           |
| Белци             | 231.313 (89,3%) | 233.515 (86,7%) |
| Афроамериканци    | 18.935 (7,3%)   | 21.235 (7,9%)   |
| Азијати           | 1.542 (0,6%)    | 2.254 (0,8%)    |
| Хиспаноамериканци | 3.925 (1,5%)    | 7.313 (2,7%)    |
| Укупно            | 258.941         | 269.282         |